# Meigetsuki
Le Meigetsuki (明月記, litt. Journal de la pleine lune ou Journal de la Lune claire selon les auteurs) est un journal intime écrit par le poète et courtisan japonais Fujiwara no Teika (藤原 定家, peut aussi se lire Fujiwara Sadaie) vers le début du XIIIe siècle.
Les entrées du journal s'étalent sur plus de cinquante ans, de 1180 à 1235, l'auteur étant âgé de 18 ans (ou 19 selon les sources) au commencement de la rédaction de son journal et de 73 ans (ou 74) à la fin,.
Outre son intérêt historique et littéraire, c'est aussi un document présentant un réel intérêt pour l'astronomie car il recense plusieurs événements astronomiques observés lors des siècles précédents en se basant sur des sources aujourd'hui disparues.

## Apport à l'astronomie
C'est semble-t-il à la suite de l'observation d'une comète en l'an 1230 que Fujiwara no Teika décide de dresser une liste d'« étoiles invitées » observées par le passé. Il recense ainsi huit étoiles invitées qu'il mentionne dans l'entrée du 13 décembre 1230  de son journal :
- l'étoile invitée de 642
- l'étoile invitée de 877
- l'étoile invitée de 891
- l'étoile invitée de 930
- l'étoile invitée de 1006, en fait une supernova (SN 1006)
- l'étoile invitée de 1054, en fait une supernova (SN 1054)
- l'étoile invitée de 1166
- l'étoile invitée de 1181, en fait une supernova (SN 1181)